# عارف إردم
عارف إردم (بالتركية: Arif Erdem)‏ (مواليد 2 يناير 1972 في إسطنبول) هو لاعب كرة قدم تركي دولي سابق كان يلعب كمهاجم. اعتزل اللعب عام 2005 مع غلطة سراي. سبق له أن لعب في كأس العالم لكرة القدم مع منتخب بلاده. بدأ مسيرته الرياضية عام 1991 مع غلطة سراي. لعب خلال مسيرته 349 مباراة سجل خلالها 106 أهداف.

## روابط خارجية
- عارف إردم على موقع الاتحاد الدولي (مؤرشف)  (الإنجليزية)
- عارف إردم على موقع اتحاد تركيا (لاعب) (الإنجليزية)
- عارف إردم على موقع اتحاد تركيا (مدرب) (الإنجليزية)
- عارف إردم على موقع قاعدة بيانات كرة القدم.إي يو (الإنجليزية)
- عارف إردم على موقع ناشيونال فوتبول تيمز (الإنجليزية)
- عارف إردم على موقع عالم كرة القدم.نت (الإنجليزية)